# 一力遼
一力 遼（いちりき りょう、1997年6月10日 - ）は、日本の囲碁棋士、実業家（河北新報社 取締役〈2024年3月-〉）。宮城県仙台市出身。
国際棋戦で2回優勝した、日本を代表する囲碁棋士の一人。囲碁棋士の獲得タイトル数ランキングで歴代10位。棋聖戦・王座戦・天元戦の最年少挑戦記録などを保持。
芝野虎丸、許家元と並ぶ「令和三羽烏」の一人。七大タイトルへの挑戦は3人の中で最も早かったが、七冠独占して絶頂期の井山裕太に5回連続で阻まれ、初獲得では他の2人に遅れをとった。
新聞社「河北新報社」を創業した一力家の嫡子で、取締役として経営にも携わる。父の一力雅彦は同社社長。祖父の一力一夫は社主。曾祖父の一力次郎も元社主で、高祖父の一力健治郎が創業者。叔父の一力敦彦は同社系列の東北放送社長。

## 経歴
河北新報社の社主で有段者だった祖父・一力一夫の手ほどきによって5歳で囲碁を覚えた。6歳から8歳まで地元の国際囲碁大学囲碁教室に通い、また阿含・桐山杯でプロに勝利したこともある大沢伸一郎など地元のアマチュア強豪からも指導をうけた。小学生の頃には既に地元で囲碁サロンを経営する高段者に置き石を与えるほどだった。
2005年、仙台市立片平丁小学校2年生で少年少女囲碁大会全国大会に出場。3位となる後の院生に敗れ、2勝1敗でリーグ敗退。その後、日本棋院東京本院の院生となり、週末の院生研修に出席するため仙台から上京していた。2008年、5年生の時「もっと碁を学びたい」と母と共に都内に転居。冬季採用試験では、稲葉貴宇・安達利昌らに次ぐ12位で入段は出来なかった。2009年、冬季棋士採用試験に臨むが、竹内康祐・沼舘沙輝哉らに次ぐ4位で入段は出来なかった。
2010年、東京都立白鷗高校付属中学1年時、夏季棋士採用で6月の院生順位1位により入段を果たす。同年9月1日に初段。2011年、第8回中野杯U20選手権3位、第21期竜星戦本戦に出場、第37期新人王戦本戦入り、同年12月22日に棋聖戦最終予選に進む。2012年1月1日、二段（賞金ランキング）。同年3月19日に第3回おかげ杯本戦入り、同年10月28日に第9回中野杯U20選手権優勝。同年11月18日に第7回若鯉戦準優勝。2013年1月1日、 三段（賞金ランキング）。同年5月16日、第4回おかげ杯で安斎伸彰を降し優勝。同年8月19日に第20期阿含・桐山杯準決勝進出。同年9月26日に16歳3カ月16日で第52期十段戦本戦入り。これは十段戦本戦入りの最年少記録。以前の記録は、趙治勲と井山裕太の18歳。同年11月18日に第8回若鯉戦で富士田明彦新人王を降し、初の公式戦優勝。文藝春秋の企画「人材はここにいる」にて、各界の逸材108人を選んだ中、囲碁界からただ一人選出。「タイトル歴のあるベテラン棋士が、彼に見解を聞きに来る」という逸話が紹介された。
2014年1月1日、四段（賞金ランキング）。同年3月21日 第39回棋聖戦リーグ入りを果たし、規定により七段昇段。これは井山裕太の17歳10カ月（2007年棋聖戦リーグ）を抜き、三大リーグ入りの最年少記録となった（16歳9カ月）（0勝5敗で陥落)。同年5月11日、第1回グロービス杯世界囲碁U-20において、韓国の羅玄、中国の連笑といった次世代最強と目される棋士を立て続けに下し、決勝で日本（台湾出身）の許家元を破り、国際棋戦優勝を飾った。同年5月16日、第5回おかげ杯決勝で瀬戸大樹を降し、二連覇。同年8月21日、第40期天元戦本戦初出場で準決勝進出、挑戦者となる高尾紳路に敗れる。同年9月25日、第39期新人王戦で志田達哉を2-1で降し、17歳3カ月で史上最年少新人王となった。
同年11月11日、第1回イベロジャパン杯（非公式戦）で許家元を降し優勝。
2015年、第62回NHK杯決勝で、伊田篤史に敗れて準優勝。ちなみに、この決勝はどちらが優勝しても最年少記録であった。同年10月20-22日、第17回農心辛ラーメン杯世界囲碁最強戦の第1-3戦で、依田紀基以来10年ぶりとなる3連勝を達成。賞金ランキング9位。
2016年4月、早稲田大学社会科学部に入学。同年9月2日、第42期天元戦の本戦決勝で山下敬吾を下し、井山裕太天元への挑戦権を獲得。現行の七大タイトル戦史上、10代の挑戦者は2008年の名人戦に19歳で登場した井山に続き2人目。同年9月26日、第26期竜星戦の決勝で井山裕太を下し初優勝する。同年9月27日、第18回農心辛ラーメン杯世界囲碁最強戦の第1戦、棋界の第一人者・李世乭を撃破する快挙を成し遂げた。棋道賞最多勝・最多対局賞受賞。賞金ランキングで自己最高の3位。
2017年、中国の団体戦「中国囲棋甲級リーグ戦」に重慶チームのメンバーとして参加。8月25日、第65期王座戦本戦決勝で芝野虎丸七段に勝利し挑戦権獲得。続いて8月31日、第43期天元戦本戦決勝で山下敬吾九段を破り2年連続で挑戦権を獲得。王座・天元ともにタイトルホルダーは井山裕太七冠なので挑戦手合計10番勝負を行うことになった。9月7日、第42期棋聖戦Sリーグで1位になり挑戦者決定トーナメント進出。11月9日、棋聖位挑戦者決定戦で山下敬吾九段に勝利しアドバンテージの1勝を合わせて2勝となり挑戦権獲得。20歳7カ月での棋聖位挑戦は井山の21歳7カ月を更新し史上最年少記録。これで王座戦・天元戦も続き3戦連続の挑戦手合となり、棋聖位も井山裕太なので史上初の3棋戦連続同一カード「十七番勝負」となった。10日、三大タイトルの挑戦権獲得にて規定により八段に昇段。20日、王座戦挑戦手合で井山裕太王座（七冠）に3連敗し敗退。24日、天元戦挑戦手合で井山裕太天元（七冠）に3連敗。
2018年、棋聖戦挑戦手合で井山裕太棋聖（七冠）に4連敗。これで昨年から王座戦・天元戦・棋聖戦と続いた対井山との挑戦手合は一力の10連敗と完敗した。4月29日、MBS「情熱大陸」20周年記念「ハタチの情熱」第四夜に出演。9月13日、第66期王座戦挑戦者決定戦で本木克弥八段に黒番中押し勝ちし2期連続で挑戦権獲得。9月24日、第27期竜星戦決勝で本木克弥八段に中押し勝ちし二度目の優勝を果たす。10月6日、第25期阿含・桐山杯決勝で芝野虎丸七段に中押し勝ちし初優勝。井山裕太王座に挑んだ王座戦挑戦手合は最終局までもつれたものの、12月13日に行われた最終局は井山の勝利に終わり、5度目の挑戦手合でも七大タイトル獲得はならなかった。
2019年、第66回NHK杯（2018年度）で優勝。9月23日、第28期竜星戦においても、全棋士参加棋戦に女流棋士史上初の決勝進出をした上野愛咲美三段を下し優勝。一方で、七大タイトルにおいては第44期碁聖戦にて挑戦者決定戦に進出するも羽根直樹九段に敗れるなどし、2015年以来の挑戦手合出場なしに終わった。しかしながら、年間では47勝14敗で勝率 .7705 という成績を残し、7月4日から9月23日にかけては16連勝を記録。棋道賞勝率第1位賞及び連勝賞を受賞した。
2020年、早稲田大学社会科学部を卒業して実家が創業家である河北新報社に入社し、同社東京支社編集部に所属する新聞記者として活動する傍ら、これまで通り囲碁棋士としても活動する。また、同年には第45期碁聖戦で羽根直樹碁聖への挑戦権を獲得。過去5回の挑戦手合出場はいずれも井山裕太との対戦であり、他の棋士との対戦は初めてとなった。8月14日、挑戦手合を3勝0敗で制し、通算6度目の挑戦で念願の七大タイトル初獲得を達成した。12月には井山裕太から3勝2敗のフルセットの末に天元位を奪取し、規定により九段に昇段した。棋道賞では優秀棋士賞、国際賞、最多勝利賞、勝率第1位賞、最多対局賞を受賞し、賞金ランキングでは井山に次ぐ2位に入った。
2021年、第68回NHK杯（2020年度）で、決勝で余正麒八段を下して2回目の優勝。しかし碁聖・天元を失冠して再び無冠となる。名人戦では井山に再挑戦も敗北。

### 2022年 棋聖初獲得
2022年、棋聖戦挑戦手合で井山裕太棋聖（五冠）にフルセットの末4勝3敗で囲碁界最高位の棋聖を獲得。しかし本因坊戦と碁聖戦での井山への挑戦は退けられる。七大タイトル以外では、フィッシャー形式の第1期新竜星戦決勝三番勝負では許家元十段に2連勝し優勝。第69回NHK杯（2021年度）で、決勝で高尾紳路九段を下して連覇。

### 2023年 本因坊初獲得
2023年、第47期棋聖戦挑戦手合で4勝2敗として芝野虎丸名人の挑戦を退け、タイトル初防衛を果たした。第78期本因坊戦リーグでは全勝で本因坊文裕への挑戦者となり、続く第48期碁聖戦でも井山碁聖への挑戦者となった。これによって井山裕太とのタイトル戦番勝負の回数が13回となり「井山裕太-山下敬吾」の12回を抜いて単独最多記録となった。本因坊挑戦手合では4勝3敗で勝利し、井山裕太の12連覇を阻んで初の本因坊タイトルを獲得したが、碁聖戦挑戦手合は3連敗で復冠はならなかった。続く名人戦リーグも7勝1敗同士の井山裕太との挑戦者決定戦となったが惜しくも敗れて、大三冠獲得には至らなかった。第70回NHK杯（2022年度）では決勝で関航太郎天元に敗北して3連覇を逃したものの、天元戦では2期ぶりに関への挑戦権を獲得。挑戦手合では3勝1敗で復位、初の三冠となった。賞金ランキングでも初の1位となる。22アジア大会には日本代表として出場し、団体3位、個人4位の成績であった。

### 2024年 名人初獲得（四冠達成）、応氏杯初優勝
2024年、第71回NHK杯戦（2023年度）と第31期阿含・桐山杯で、初優勝を目指す芝野名人を決勝で下して優勝。第48期棋聖戦では、奪還を目指す挑戦者の井山王座に対しフルセットの末に防衛して自身初の3連覇。第79期本因坊戦では、初の七大タイトル獲得を目指す余八段を3-0で下して初防衛。第49期名人戦ではリーグ全勝で挑戦権を獲得し、七番勝負では芝野名人に対して4勝2敗で初の名人奪取。天元位と合わせて初の四冠となる。本因坊位が七番勝負制時代に獲得したものであることから、一部報道では「事実上の大三冠」（称号が存続していれば趙治勲、井山裕太に続く史上3人目）ともみなされた。
中国で行われた応氏杯では準決勝三番勝負で柯潔九段に逆転で決勝進出。決勝五番勝負でも謝科九段に3連勝し、応氏杯で日本勢初優勝。主要国際棋戦での日本勢の優勝は2005年にLG杯で張栩が優勝して以来19年ぶり（主要国際棋戦に限らなければ2013年にもテレビ囲碁アジア選手権戦で井山裕太が優勝している）。許家元が通訳兼研究パートナーとして帯同した。この成績から宮城県は一力に県民栄誉賞を授与すると発表した。

### 2025年 棋聖四連覇
第49期棋聖戦では、井山王座とのリマッチにフルセットの末に防衛して自身初の4連覇。第80期本因坊戦でも同じくフルセットの末に芝野十段を下し3連覇。韓国開催のLG杯では準決勝でディフェンディングチャンピオンの卞相壹九段を撃破し決勝三番勝負進出

## 棋風
ヨミと大局観に定評があり、早碁も長丁場も強い。当初は序盤から勝負を仕掛けるタイプだったが、AIを利用した研究などによりしっかり構える碁も打つようになった。

## 人物
幼少期から教えられた情報を整理・処理する能力が高いと評価されている。また負けて際には悔しさのあまり泣くこともあるなど情緒豊かだったという。
幼稚園の卒園時には独学で平方根の計算ができるようになり、小学1年生の時点で3桁どうしのかけ算を瞬時に暗算、聞いた生年月日から曜日を答えるなど、非常に高い能力を有していた。また移動中には新幹線車両の列車番号や車のナンバープレートを瞬時に素因数分解しているという。
一線級の囲碁棋士としては珍しく、プロ入り後に多くの人と接して人間の幅を広げることを目的に早稲田大学社会科学部へ進学。2020年に卒業。卒業後は河北新報の記者として囲碁のコラムを執筆している。河北新報では番記者「一力番」が配置されている。
2023年のアジア競技大会に出場した際、韓国チームがサポート役として出場しない棋士が帯同していることを知り、2024年の応氏杯では許家元を通訳兼研究パートナーとして帯同させるなど、国際大会を意識した試みも積極的に行っている。
体調管理にも気を遣っており、体操やストレッチ、水泳で体を整えている。
写真撮影時には名字の「一」になぞらえ、人差し指を立てるポーズをリクエストされるという。
その強さから中国では「遼神」というあだ名で呼ばれており、対局で訪れるとサインを貰うためホテルで出待ちする者も多いという。
囲碁普及活動の一環として、2024年より河北新報社を会場に「一力遼杯囲碁フェスティバル」を開催している。ただし、2024年の開催初年は、一力本人が前述の応氏杯を勝ち抜いたことで決勝戦の対局日程（移動日）がフェスティバルの日程と被ってしまい、前夜祭のみの参加となった。

## タイトル戦決勝進出結果
- 公式戦のみ
- 日本の囲碁タイトル在位者一覧も参照

| 棋戦                   |
| 二日制タイトル(5-3)    |
| 他・七大タイトル (4-8) |
| 世界タイトル (2-0)     |

| 結果   | 数 | 棋戦             | 期・回 | 決着日         | 勝敗 | 相手             |
| ------ | -- | ---------------- | ------ | -------------- | ---- | ---------------- |
| 準優勝 |    | 若鯉戦           | 第7回  | 2012年11月18日 | 0-1  | 鈴木伸二三段     |
| 優勝   | 1  | 若鯉戦           | 第8回  | 2013年11月17日 | 1-0  | 富士田明彦新人王 |
| 優勝   | 2  | グロービス杯U-20 | 第1回  | 2014年5月11日  | 1-0  | 許家元二段       |
| 優勝   | 3  | 新人王戦         | 第39期 | 2014年9月25日  | 2-1  | 志田達哉七段     |
| 準優勝 |    | NHK杯            | 第62回 | 2015年3月15日  | 0-1  | 伊田篤史八段     |
| 優勝   | 4  | 竜星戦           | 第25期 | 2016年9月26日  | 1-0  | 井山裕太七冠     |
| 優勝   | 5  | 若鯉戦           | 第11回 | 2016年11月27日 | 1-0  | 本木克弥七段     |
| 挑戦   |    | 天元戦           | 第42期 | 2016年12月12日 | 1-3  | 井山裕太六冠     |
| 準優勝 |    | NHK杯            | 第64回 | 2017年3月19日  | 0-1  | 井山裕太六冠     |
| 挑戦   |    | 王座戦           | 第65期 | 2017年11月20日 | 0-3  | 井山裕太七冠     |
| 挑戦   |    | 天元戦           | 第43期 | 2017年11月24日 | 0-3  | 井山裕太七冠     |
| 挑戦   |    | 棋聖戦           | 第42期 | 2018年2月16日  | 0-4  | 井山裕太七冠     |
| 優勝   | 6  | 竜星戦           | 第27期 | 2018年9月24日  | 1-0  | 本木克弥八段     |
| 優勝   | 7  | 阿含・桐山杯     | 第25期 | 2018年10月6日  | 1-0  | 芝野虎丸七段     |
| 挑戦   |    | 王座戦           | 第66期 | 2018年12月13日 | 2-3  | 井山裕太五冠     |
| 優勝   | 8  | NHK杯            | 第66回 | 2019年3月24日  | 1-0  | 井山裕太五冠     |
| 優勝   | 9  | 竜星戦           | 第28期 | 2019年9月23日  | 1-0  | 上野愛咲美三段   |
| 獲得   | 10 | 碁聖戦           | 第45期 | 2020年8月14日  | 3-0  | 羽根直樹碁聖     |
| 優勝   | 11 | 竜星戦           | 第29期 | 2020年10月26日 | 1-0  | 井山裕太三冠     |
| 獲得   | 12 | 天元戦           | 第46期 | 2020年12月16日 | 3–2  | 井山裕太四冠     |
| 優勝   | 13 | おかげ杯         | 第11回 | 2020年12月22日 | 1-0  | 伊田篤史八段     |
| 優勝   | 14 | NHK杯            | 第68回 | 2021年3月21日  | 1-0  | 余正麒八段       |
| 失冠   |    | 碁聖戦           | 第46期 | 2021年8月29日  | 2–3  | 井山裕太三冠     |
| 挑戦   |    | 名人戦           | 第46期 | 2021年11月5日  | 3–4  | 井山裕太四冠     |
| 失冠   |    | 天元戦           | 第47期 | 2021年12月6日  | 1–3  | 関航太郎七段     |
| 優勝   | 15 | NHK杯            | 第69回 | 2022年3月13日  | 1–0  | 高尾紳路九段     |
| 獲得   | 16 | 棋聖戦           | 第46期 | 2022年3月18日  | 4–3  | 井山裕太五冠     |
| 挑戦   |    | 本因坊戦         | 第77期 | 2022年6月12日  | 0–4  | 本因坊文裕       |
| 挑戦   |    | 碁聖戦           | 第47期 | 2022年7月27日  | 0–3  | 井山裕太三冠     |
| 防衛   | 17 | 棋聖戦           | 第47期 | 2023年3月10日  | 4–2  | 芝野虎丸名人     |
| 準優勝 |    | NHK杯            | 第70回 | 2023年2月6日   | 0–1  | 関航太郎天元     |
| 優勝   | 18 | テイケイ杯俊英戦 | 第2回  | 2023年5月6日   | 2–0  | 芝野虎丸名人     |
| 獲得   | 19 | 本因坊戦         | 第78期 | 2023年7月20日  | 4–3  | 本因坊文裕       |
| 挑戦   |    | 碁聖戦           | 第48期 | 2023年7月28日  | 0–3  | 井山裕太碁聖     |
| 獲得   | 20 | 天元戦           | 第49期 | 2023年12月6日  | 3–1  | 関航太郎天元     |
| 優勝   | 21 | 阿含・桐山杯     | 第30期 | 2023年12月24日 | 1–0  | 井山裕太二冠     |
| 優勝   | 22 | NHK杯            | 第71回 | 2024年2月5日   | 1–0  | 芝野虎丸名人     |
| 防衛   | 23 | 棋聖戦           | 第48期 | 2024年3月8日   | 4–3  | 井山裕太王座     |
| 防衛   | 24 | 本因坊戦         | 第79期 | 2024年5月30日  | 3–0  | 余正麒八段       |
| 優勝   | 25 | 応氏杯           | 第10回 | 2024年9月8日   | 3–0  | 謝科九段         |
| 優勝   | 26 | 阿含・桐山杯     | 第31期 | 2024年9月25日  | 1–0  | 芝野虎丸名人     |
| 獲得   | 27 | 名人戦           | 第49期 | 2024年10月31日 | 4–2  | 芝野虎丸名人     |
| 防衛   | 28 | 天元戦           | 第50期 | 2024年11月28日 | 3–1  | 芝野虎丸九段     |
| 防衛   | 29 | 棋聖戦           | 第49期 | 2025年3月13日  | 4–3  | 井山裕太王座     |
| 防衛   | 30 | 本因坊戦         | 第80期 | 2025年7月2日   | 3–2  | 芝野虎丸十段     |
|        |    | 阿含桐山杯       | 第32期 | 2025年10月1日  | –    |                  |
|        |    | 名人戦           | 第50期 | 2025年         | –    | 芝野虎丸十段     |
|        |    | 天元戦           | 第51期 | 2025年         | –    |                  |
|        |    | LG杯             | 第30回 | 2026年1月      | –    | 申旻埈九段       |
|        |    | 棋聖戦           | 第50期 | 2026年         | –    |                  |

## 昇段・良績
2010年
- 9月1日、初段。

2011年
- 第8回中野杯U20選手権3位、第21期竜星戦本戦に出場、第37期新人王戦本戦入り。
- 12月22日、棋聖戦最終予選進出。

2012年
- 1月1日、二段（賞金ランキング）。
- 3月19日、第3回おかげ杯本戦入り。
- 10月28日、第9回中野杯U20選手権優勝。

2013年
- 1月1日、三段（賞金ランキング）。
- 5月16日、第4回おかげ杯優勝。
- 9月26日、16歳3カ月16日で第52期十段戦本戦入り。
- 11月17日、第8回広島アルミ杯若鯉戦優勝。

2014年
- 1月1日、四段（賞金ランキング）。
- 3月21日、第39回棋聖戦リーグ入り。規定により七段昇段。
- 5月11日、第1回グロービス杯世界囲碁U-20優勝
- 5月16日、第5回おかげ杯決勝で二連覇。
- 8月21日、第40期天元戦本戦初出場で準決勝進出。
- 9月25日、史上最年少新人王[22]。
- 11月11日、第1回イベロジャパン杯（非公式戦）優勝。

2016年
- 第7回おかげ杯優勝。
- 第25期竜星戦優勝。
- 第11回広島アルミ杯若鯉戦優勝。

2017年
- 3月18日、第4回グランドチャンピオン戦優勝[66][67]。
- 11月10日、八段（三大タイトル挑戦）[29]。

2018年
- 9月24日、第27期竜星戦優勝。
- 10月6日、第25期阿含・桐山杯優勝。

2019年
- 3月、第66回NHK杯優勝。
- 9月23日、第28期竜星戦優勝。

2020年
- 8月14日、第45期碁聖位獲得。
- 10月26日、第29期竜星戦優勝（3連覇）[68]。
- 12月16日、第46期天元位獲得。
- 12月17日、九段（七大タイトル2期）
- 12月22日、第11回おかげ杯優勝。

2021年
- 3月21日、第68回NHK杯優勝。

2022年
- 2月5日（配信）、第1期新竜星戦優勝
- 3月13日（放送）、第69回NHK杯優勝。
- 3月18日、第46期棋聖位獲得。

2023年
- 3月10日、第47期棋聖位防衛。
- 7月20日、第78期本因坊位獲得。

2024年
- 3月8日、第48期棋聖位防衛。
- 9月8日、第10回応氏杯優勝。

## 記録

### 最年少
- 十段戦本戦入り 16歳3カ月。
- 若鯉戦優勝　16歳5ヶ月。
- リーグ入り 棋聖戦リーグ 16歳9カ月。
- 新人王 17歳3カ月（当時）。
- 竜星 19歳3カ月（当時）。
- 天元戦挑戦者 19歳4カ月。
- 王座戦挑戦者 20歳4カ月。
- 棋聖戦挑戦者 20歳7カ月。

### その他
- 第17回農心辛ラーメン杯世界囲碁最強戦で3連勝※日本勢としては、第5回小林光一、第7回依田紀基以来。
- 7大タイトル・3棋戦連続同一カード（対井山裕太、2016年王座戦～2017年棋聖戦）
- 7大タイトル最多対戦カード（対井山裕太・15回・2025年棋聖戦まで）

## 獲得タイトル
（2025年7月2日現在）

### 七大タイトル
- 色付きは現在在位。
- 他の棋士との比較は、日本の囲碁タイトル在位者一覧 を参照。

| タイトル                       | 番勝負           | 獲得年    | 登場 | 獲得期数 | 連覇 |
| 棋聖                           | 七番勝負 1-3月   | 22-25     | 4    | 4期      | 4連  |
| 名人                           | 七番勝負 8-11月  | 24        | 2    | 1期      |      |
| 王座                           | 五番勝負 10-12月 |           | 2    |          |      |
| 天元                           | 五番勝負 10-12月 | 20・23–24 | 5    | 3期      | 2連  |
| 本因坊                         | 五番勝負 5-7月   | 23–24     | 4    | 3期      | 3連  |
| 碁聖                           | 五番勝負 6-8月   | 20        | 4    | 1期      |      |
| 十段                           | 五番勝負 3-4月   |           | ―    |          |      |
| 登場回数合計21回、獲得合計12期 |                  |           |      |          |      |

### 国内棋戦
- 新人王 1期（2014年・第39期）
- 若鯉戦 2期（2013年・第8期）（2016年・第11期）
- 竜星戦 4期（2016年・第25期）（2018年・第27期）（2019年・第28期）（2020年・第29期）
- 阿含・桐山杯 3期（2018年・第25期、2023年・第30期、2024年・第31期）
- NHK杯 4回（2019年・第66回）（2021年・第68回）（2022年・第69回）（2024年・第71回）
- おかげ杯 1回（2020年・第11回）
- テイケイグループ杯俊英戦：1期（2023年・第2回）

### 国際棋戦
- グロービス杯世界囲碁U-20 1期（2014年・第1回）
- 応氏杯 1期（2024年・第10回）

| タイトル獲得数ランキング | タイトル獲得数ランキング | タイトル獲得数ランキング     |
| 順位                     | 獲得回数                 | 棋士名                       |
| ------------------------ | ------------------------ | ---------------------------- |
| 1位                      | 77期                     | 二十六世本因坊文裕*          |
| 2位                      | 76期                     | 趙治勲名誉二冠*              |
| 3位                      | 64期                     | 二十三世本因坊栄寿           |
| 4位                      | 60期                     | 小林光一名誉三冠*            |
| 5位                      | 48期                     | 大竹英雄名誉碁聖             |
| 6位                      | 47期                     | 加藤正夫名誉王座             |
| 7位                      | 41期                     | 張栩九段*                    |
| 8位                      | 36期                     | 依田紀基九段*                |
| 9位                      | 35期                     | 林海峰名誉天元*              |
| 10位                     | 30期                     | 一力遼九段*                  |
| 表示                     |                          | *は現役棋士 2025年7月3日時点 |

## その他主な成績
「※」は優勝を意味する。
国際棋戦
- グロービス杯世界囲碁U-20 1期
  - 第1回（○黒嘉嘉、○林君諺、○羅玄、○連笑、○許家元）※
  - 第2回（×黄雲嵩、○林君諺、×余正麒）
  - 第3回（○楊鼎新、×芝野虎丸、×楊鼎新）
  - 第4回（×謝爾豪、○WillisHuang、○張瑞傑、○黄雲嵩、×卞相壹）
- テレビ囲碁アジア選手権戦
  - 第27回（×楊鼎新）
  - 第29回（○張涛、×羅玄）
- LG杯世界棋王戦
  - 第21回（○甘思陽、×党毅飛）
  - 第22回（×姜東潤）
  - 第23回（○鍾文靖、×姜東潤）
- 農心辛ラーメン杯世界囲碁最強戦
  - 第16回（○卞相壹、×柁嘉熹）
  - 第17回（○白賛僖、○范蘊若、○閔詳然、×鄔光亜）
  - 第18回（○李世乭、×范廷鈺）
  - 第19回（×党毅飛）
- 春蘭杯世界囲碁選手権戦
  - 第11回（×檀嘯）
  - 第12回（×金志錫）

- 阿含・桐山杯日中決戦
  - 第20回（× 辜梓豪）
  - 第24回（× 楊鼎新）
  - 第25回（× 陳梓健）

- 日中韓竜星戦
  - 第1回（○柯潔、×柯潔）準優勝

- 夢百合杯世界オープン戦
  - 第4回（○於之瑩、○呂立言、○丁浩、×謝科）ベスト8
  - 第5回（○連笑、×廖元赫）
- 応氏杯
  - 第9回（○芈昱廷、○陶欣然、×謝科）ベスト4
  - 第10回（○劉宇航、○許嘉陽、●○○柯潔九段、○○○謝科九段）※

非公式戦
- 中野杯U20選手権 1回（2012年・第9回）
- おかげ杯 3回（2013年・第4回）（2014年・第5回）（2016年・第7回）
- イベロジャパン杯 1回（2014年・第1回）
- 新竜星戦 1期（2021年・第1期）

主要な良績
- 名人戦 リーグ入り（第45期-）
- 王座戦 挑戦者（2017年・第65期）（2018年・第66期）

## 受賞履歴
棋道賞
- 最優秀棋士賞：1回（2023年）
- 優秀棋士賞：3回（2017年、2020年、2022年）
- 最多勝利賞：2回（2016年、2020年）
- 最多対局賞：2回（2016年、2020年）
- 勝率第1位賞：3回（2013年、2019年、2020年）
- 連勝賞：2回（2019年、2021年）
- 国際賞：3回（2014年、2015年、2020年）
- 新人賞（2013年）

秀哉賞
- 2回（2020年[70]、2023）

## 年表
| - タイトル戦の欄の氏名は対戦相手。うち、色付きのマス目は獲得（奪取または防衛）。青色は挑戦者または失冠。黄色はリーグ入り。 - 棋道賞は、最 : 最優秀棋士賞、 優 : 優秀棋士賞、 特別 : 特別賞、 率 : 勝率一位賞、 勝 : 最多勝利賞、 対 : 最多対局賞、 連 : 連勝賞、 国際 : 国際賞、 新人 : 新人賞、 哉 : 秀哉賞 - 賞金&対局料は、年度区切りではなく1月 - 12月の集計。単位は万円。色付きの年は全棋士中1位。 |

|       | 棋聖             | 十段          | 本因坊           | 碁聖           | 名人             | 王座           | 天元           | 他棋戦 (非公式戦)                          | 棋道賞           | 賞金 対局料 | 備考      |
| ----- | ---------------- | ------------- | ---------------- | -------------- | ---------------- | -------------- | -------------- | ------------------------------------------ | ---------------- | ----------- | --------- |
| 1-3月 | 3-4月            | 5-7月         | 6-8月            | 9-11月         | 10-12月          | 10-12月        |                | 他棋戦 (非公式戦)                          | 棋道賞           | 賞金 対局料 | 備考      |
| 2010  |                  |               |                  |                |                  |                |                |                                            |                  |             | 初段      |
| 2011  |                  |               |                  |                |                  |                |                |                                            |                  |             |           |
| 2012  |                  |               |                  | 予選B 敗退     | 予選C 敗退       | 予選C 敗退     | 予選B 敗退     | (中野杯)                                   |                  |             | 二段      |
| 2013  | 最終予選 敗退    | 予選A 敗退    | 予選B 敗退       | 予選B 敗退     | 予選A 敗退       | 予選B 敗退     | 予選A 敗退     | 若鯉 (おかげ杯)                            | 率 新            |             | 三段      |
| 2014  | 予選A 敗退       | 本戦 ベスト8  | 予選B 敗退       | 予選A 敗退     | 最終予選 敗退    | 最終予選 敗退  | 本戦 ベスト4   | グロービス杯 (おかげ杯) 新人王 (イベロJ杯) | 国際             |             | 四段 七段 |
| 2015  | 初リーグ 6位陥落 | 本戦 ベスト8  | 予選A 敗退       | 予選A 敗退     | 予選A 敗退       | 本戦 ベスト8   | 本戦 ベスト8   |                                            | 国際             | 1511 (9位)  |           |
| 2016  | Aリーグ 2位昇格  | 本戦 ベスト8  | 初リーグ 6位陥落 | 予選A 敗退     | 最終予選 敗退    | 最終予選 敗退  | 井山裕太 xoxx  | 竜星 若鯉 (おかげ杯)                       | 勝 対            | 3522 (3位)  |           |
| 2017  | Sリーグ 4位      | 本戦 ベスト8  | 最終予選 敗退    | 本戦 ベスト4   | 最終予選 敗退    | 井山裕太 xxx   | 井山裕太 xxx   |                                            | 優               | 2523 (2位)  | 八段      |
| 2018  | 井山裕太 xxxx    | 本戦 ベスト4  | 最終予選 敗退    | 本戦 ベスト16  | 最終予選 敗退    | 井山裕太 oxxox | 本戦 ベスト16  | 竜星 阿含・桐山杯                          |                  | 5161 (2位)  |           |
| 2019  | Sリーグ 5位陥落  | 本戦 ベスト8  | リーグ 6位陥落   | 挑決 進出      | 最終予選 敗退    | 本戦 ベスト8   | 本戦 ベスト32  | 竜星 NHK杯                                 | 率 連            | 3684 (3位)  |           |
| 2020  | Aリーグ 1位昇格  | 本戦 ベスト16 | リーグ 3位       | 羽根直樹 ooo   | 初リーグ 2位     | 最終予選 敗退  | 井山裕太 oxxoo | 竜星 おかげ杯                              | 優 国際 率 勝 対 | 4820 (2位)  | 九段      |
| 2021  | Sリーグ 4位      | 本戦 ベスト16 | リーグ 3位       | 井山裕太 xooxx | 井山裕太 xooxoxx | 挑決 進出      | 関航太郎 xoxx  | (新竜星) NHK杯                             | 連               | 4429 (2位)  |           |
| 2022  | 井山裕太 oxooxxo | 最終予選 敗退 | 井山裕太 xxxx    | 井山裕太 xxx   | リーグ 2位       | 本戦 ベスト16  | 挑決 進出      | NHK杯                                      |                  | 7511 (2位)  |           |
| 2023  | 芝野虎丸 oxooxo  | 本戦 ベスト4  | 井山裕太 ooxoxxo | 井山裕太 xxx   | リーグ 2位       | 本戦 ベスト4   | 関航太郎 xooo  | テイ俊英 阿含・桐山杯                      | 最               | 11972 (1位) |           |
| 2024  | 井山裕太 oxoxoxo | 本戦 ベスト8  | 余正麒 ooo       | 本戦 ベスト8   | 芝野虎丸 ooxoxo  | 挑決 進出      | 芝野虎丸 oxoo  | 応氏杯 NHK杯 阿含・桐山杯                  | 最 国際          | 12181 (1位) |           |
| 2025  | 井山裕太 xoxxooo | 本戦 ベスト8  | 芝野虎丸 ooxxo   | 本戦 ベスト4   | 芝野虎丸         | 本戦           | 挑戦手合       |                                            |                  |             |           |

## 代表局

### シノギの妙手
|  |  |  |  |  |  |  |  |  |  |  |  |  |  |  |  |  |  |  |
|  |  |  |  |  |  |  |  |  |  |  |  |  |  |  |  |  |  |  |
|  |  |  |  |  |  |  |  |  |  |  |  |  |  |  |  |  |  |  |
|  |  |  |  |  |  |  |  |  |  |  |  |  |  |  |  |  |  |  |
|  |  |  |  |  |  |  |  |  |  |  |  |  |  |  |  |  |  |  |
|  |  |  |  |  |  |  |  |  |  |  |  |  |  |  |  |  |  |  |
|  |  |  |  |  |  |  |  |  |  |  |  |  |  |  |  |  |  |  |
|  |  |  |  |  |  |  |  |  |  |  |  |  |  |  |  |  |  |  |
|  |  |  |  |  |  |  |  |  |  |  |  |  |  |  |  |  |  |  |
|  |  |  |  |  |  |  |  |  |  |  |  |  |  |  |  |  |  |  |
|  |  |  |  |  |  |  |  |  |  |  |  |  |  |  |  |  |  |  |
|  |  |  |  |  |  |  |  |  |  |  |  |  |  |  |  |  |  |  |
|  |  |  |  |  |  |  |  |  |  |  |  |  |  |  |  |  |  |  |
|  |  |  |  |  |  |  |  |  |  |  |  |  |  |  |  |  |  |  |
|  |  |  |  |  |  |  |  |  |  |  |  |  |  |  |  |  |  |  |
|  |  |  |  |  |  |  |  |  |  |  |  |  |  |  |  |  |  |  |
|  |  |  |  |  |  |  |  |  |  |  |  |  |  |  |  |  |  |  |
|  |  |  |  |  |  |  |  |  |  |  |  |  |  |  |  |  |  |  |
|  |  |  |  |  |  |  |  |  |  |  |  |  |  |  |  |  |  |  |

第10回応昌期杯世界プロ囲碁選手権戦の第1局。下辺一帯にある黒石のシノギ勝負となり、黒1のアテコミから3のブツカリ、5のノゾキが妙手順。白2以下と妥協するしかなく、先手で△の白石を取り込む。その後、下辺aのキリに回って黒は生還し、最終的に半目勝ちを収めた。

### 神の一手
|  |  |  |  |  |  |  |  |  |  |  |  |  |  |  |  |  |  |  |
|  |  |  |  |  |  |  |  |  |  |  |  |  |  |  |  |  |  |  |
|  |  |  |  |  |  |  |  |  |  |  |  |  |  |  |  |  |  |  |
|  |  |  |  |  |  |  |  |  |  |  |  |  |  |  |  |  |  |  |
|  |  |  |  |  |  |  |  |  |  |  |  |  |  |  |  |  |  |  |
|  |  |  |  |  |  |  |  |  |  |  |  |  |  |  |  |  |  |  |
|  |  |  |  |  |  |  |  |  |  |  |  |  |  |  |  |  |  |  |
|  |  |  |  |  |  |  |  |  |  |  |  |  |  |  |  |  |  |  |
|  |  |  |  |  |  |  |  |  |  |  |  |  |  |  |  |  |  |  |
|  |  |  |  |  |  |  |  |  |  |  |  |  |  |  |  |  |  |  |
|  |  |  |  |  |  |  |  |  |  |  |  |  |  |  |  |  |  |  |
|  |  |  |  |  |  |  |  |  |  |  |  |  |  |  |  |  |  |  |
|  |  |  |  |  |  |  |  |  |  |  |  |  |  |  |  |  |  |  |
|  |  |  |  |  |  |  |  |  |  |  |  |  |  |  |  |  |  |  |
|  |  |  |  |  |  |  |  |  |  |  |  |  |  |  |  |  |  |  |
|  |  |  |  |  |  |  |  |  |  |  |  |  |  |  |  |  |  |  |
|  |  |  |  |  |  |  |  |  |  |  |  |  |  |  |  |  |  |  |
|  |  |  |  |  |  |  |  |  |  |  |  |  |  |  |  |  |  |  |
|  |  |  |  |  |  |  |  |  |  |  |  |  |  |  |  |  |  |  |

同棋戦の第2局。黒勝勢で進行する中、白1が気付きにくい妙手。さらに白5の両ノゾキが決定打となり、黒2を含めた中央にある△の大石が全滅して逆転勝利となる。

## 書籍

### 著書
- 『一力遼の一碁一会』 河北新報出版センター、2025年3月25日。ISBN 9784910835204

### 監修
- 『洪道場秘伝問題集 (囲碁人ブックス)』 洪道場編 一力遼、藤沢里菜監修 マイナビ出版、2015年。ISBN 4839957207